# Eugène Balme
Eugène Jean François Balme (ur. 22 listopada 1874 w Oullins, zm. 24 lutego 1914 w okolicach Paryża) – francuski strzelec, medalista olimpijski, mistrz świata. 

## Życiorys
Pracował jako inżynier w Thomson-Houston Electric Company.
Na Letnich Igrzyskach Olimpijskich 1900 wystąpił w pistolecie szybkostrzelnym z 25 metrów, w którym zdobył brązowy medal z wynikiem 57 punktów. Obecnie MKOl nie uznaje tej konkurencji jako olimpijskiej. Turniej w Paryżu był jednocześnie mistrzostwami świata, więc medaliści olimpijscy zostawali automatycznie medalistami mistrzostw świata. Nie tyczy się to jednak zawodników startujących w trapie i pistolecie szybkostrzelnym.
Ponownie na igrzyskach pojawił się osiem lat później w Londynie. Zdobył brązowy medal drużynowo w karabinie dowolnym w trzech postawach z 300 metrów (lepszy wynik we francuskiej drużynie miał jedynie Léon Johnson). Miejsce tuż za podium zajął także w ostatniej konkurencji olimpijskiej, w której rywalizował – był czwarty w karabinie wojskowym drużynowo (uzyskał czwarty wynik w drużynie).
Balme zdobył w swojej karierze osiem medali mistrzostw świata, wszystkie w karabinie. Jedyne tytuły mistrzowskie wywalczył indywidualnie na zawodach w 1906 roku, kiedy wygrał w karabinie dowolnym leżąc z 300 metrów (340 punktów) i w karabinie dowolnym w trzech postawach z 300 metrów (967 punktów). W pierwszej z tych konkurencji był jeszcze wicemistrzem świata w 1907 roku, oraz brązowym medalistą w 1905 roku. Pozostałe podia osiągnął w drużynowym strzelaniu z karabinu dowolnego w trzech postawach z 300 metrów.
W wyniku ataku neurastenii popełnił samobójstwo w swoim domu, używając do tego celu dwóch pistoletów.

## Osiągnięcia

### Wyniki olimpijskie
| Igrzyska | Konkurencja                                     | Wynik                                  | Miejsce  | Źródło |
| -------- | ----------------------------------------------- | -------------------------------------- | -------- | ------ |
| IO 1908  | Karabin dowolny, trzy postawy, 300 m, drużynowo | 801 punktów (ind.) 4652 punkty (druż.) | 3 (na 9) | [ 5 ]  |
| IO 1908  | Karabin wojskowy, drużynowo                     | 379 punktów (ind.) 2272 punkty (druż.) | 4 (na 8) | [ 6 ]  |

### Medale mistrzostw świata
Opracowano na podstawie materiałów źródłowych:
| Mistrzostwa     | Konkurencja                                     | Wynik                | Miejsce |
| --------------- | ----------------------------------------------- | -------------------- | ------- |
| Bruksela 1905   | Karabin dowolny leżąc, 300 m                    | 339 punktów          | 3       |
| Bruksela 1905   | Karabin dowolny, trzy postawy, 300 m, drużynowo | 4548 punktów (druż.) | 3       |
| Mediolan 1906   | Karabin dowolny, trzy postawy, 300 m            | 967 punktów          | 1       |
| Mediolan 1906   | Karabin dowolny leżąc, 300 m                    | 340 punktów          | 1       |
| Mediolan 1906   | Karabin dowolny, trzy postawy, 300 m, drużynowo | 4694 punkty (druż.)  | 2       |
| Zurych 1907     | Karabin dowolny leżąc, 300 m                    | 349 punktów          | 2       |
| Zurych 1907     | Karabin dowolny, trzypostawy, 300 m, drużynowo  | 4651 punktów (druż.) | 3       |
| Camp Perry 1913 | Karabin dowolny, trzy postawy, 300 m, drużynowo | 4767 punktów (druż.) | 2       |